# فوسفيد إنديوم ثلاثي
 فوسفيد إنديوم ثلاثي مركب كيميائي له الصيغة InP، ويكون على شكل بلورات سوداء، وهي عبارة عن مادة نصف ناقلة تتألف من الفوسفور والإنديوم.